# Firestone Indy 400 2006
Firestone Indy 400 2006 var ett race som var den elfte deltävlingen i IndyCar Series 2006. Racet kördes den 30 juli på Michigan International Speedway. Hélio Castroneves vann sin fjärde seger för säsongen, och gick med det upp i mästerskapsledning. Vitor Meira slutade tvåa, medan mästerskapskandidaten Dan Wheldon blev trea. Sam Hornish Jr. tappade mästerskapsledningen med ett mekaniskt problem. Scott Dixon slutade sextonde, och tappade många poäng, men inte kontakten med mästerskapsledningen.

## Slutresultat
| Plats | Förare            | Team                     | Grid | Kvaltid |
| ----- | ----------------- | ------------------------ | ---- | ------- |
| 1     | Hélio Castroneves | Marlboro Team Penske     | 1    | 33,213  |
| 2     | Vitor Meira       | Panther Racing           | 6    | 33,618  |
| 3     | Dan Wheldon       | Chip Ganassi Racing      | 9    | 33,693  |
| 4     | Tony Kanaan       | Andretti Green Racing    | 3    | 33,525  |
| 5     | Tomas Scheckter   | Vision Racing            | 8    | 33,688  |
| 6     | Scott Sharp       | Fernández Racing         | 13   | 33,776  |
| 7     | Ed Carpenter      | Vision Racing            | 4    | 33,560  |
| 8     | Marco Andretti    | Andretti Green Racing    | 19   | 34,303  |
| 9     | Kosuke Matsuura   | Fernández Racing         | 14   | 33,840  |
| 10    | Jeff Simmons      | Rahal Letterman Racing   | 16   | 34,011  |
| 11    | Bryan Herta       | Andretti Green Racing    | 12   | 33,770  |
| 12    | Dario Franchitti  | Andretti Green Racing    | 7    | 33,668  |
| 13    | Buddy Rice        | Rahal Letterman Racing   | 10   | 33,731  |
| 14    | Jeff Bucknum      | A.J. Foyt Enterprises    | 18   | 34,228  |
| 15    | Buddy Lazier      | Dreyer & Reinbold Racing | 15   | 33,922  |
| 16    | Scott Dixon       | Chip Ganassi Racing      | 5    | 33,602  |
| 17    | Danica Patrick    | Rahal Letterman Racing   | 11   | 33,746  |
| 18    | Marty Roth        | Roth Racing              | 17   | 34,203  |
| 19    | Sam Hornish Jr.   | Marlboro Team Penske     | 2    | 33,261  |